# Eleccions legislatives albaneses de 2005
Les Eleccions legislatives d'Albània de 2005 se celebraren el 3 de juliol de 2005 per a renovar els 140 diputats de l'Assemblea de la República d'Albània. <ls majoria dels escons foren obtinguts pel Partit Democràtic d'Albània i els seus aliats. El seu cap Sali Berisha fou nomenat primer ministre d'Albània.
Resultat de les eleccions de 3 de juliol 2005 a l'Assemblea d'Albània
| Partits | Vots PR   | %     | Escons         | Escons | Escons |
| Partits | Vots PR   | %     | Constituències | PR     | Total  |
| --- | --------- | ----- | -------------- | ------ | ------ |
| Partit Democràtic d'Albània (Partia Demokratike e Shqipërisë) | 104,796   | 7,67  | 56             | 0      | 56     |
| Partit Socialista d'Albània (Partia Socialiste e Shqipërisë) | 121,412   | 8,89  | 42             | 0      | 42     |
| ALDM-Front Nacional Albanès (Partia Balli Kombëtar Shqiptar) | 457,143   | 33,46 | 0              | 18     | 18     |
| Partit Socialdemòcrata Albanès (Partia Socialdemokrate e Shqipërisë) | 174,103   | 12,74 | 0              | 7      | 7      |
| Moviment Socialista per la Integració (Lëvizja Socialiste për Intigrim) | 114,798   | 8,40  | 1              | 4      | 5      |
| Partit Agrari Ambientalista (Partia Agrare Ambientaliste) | 89,635    | 6,56  | -              | 4      | 4      |
| Partit Aliança Democràtica (Partia Aleanca Demokratike) | 65,093    | 4,76  | -              | 3      | 3      |
| Partit de la Democràcia Social d'Albània (Partia Demokracia Sociale e Shqiperise) | 57,998    | 4,25  | -              | 2      | 2      |
| Partit per la Unitat dels Drets Humans (Partia Bashkimi për të Drejtat e Njeriut) | 56,403    | 4,13  | -              | 2      | 2      |
| Sense partit |           |       | 1              |        | 1      |
| Total | 1,366,226 | 100.0 | 100            | 40     | 140    |
| Font: OSCE Arxivat 2006-12-12 a Wayback Machine. Els candidats de l'Aliança per la Llibertat, Justícia i Benestar (Aliansa për Liri, Drejtësi dhe Mirëqenie;;, Partit Republicà d'Albània i aliats) doanren suport als candidats del PDS a les constiuències, així com a alguns aliats oinformals del PS. Es donaren algunes irregularitats a les primers eleccions, que foren repetides a les constituències de Shkodra i Lushnja el 21 d'agost. Aquests resultats han estat inclosos. |           |       |                |        |        |